# Slezský institut v Opolí
Slezský institut v Opolí (pol. Instytut Śląski w Opolu) je polský státní multidisciplinární vědecký ústav, zaměřující se zejména na výzkum otázek spojených s regionem Horního Slezska.
Institut byl založen roku 1957 a navazoval ve své činnosti na dřívější Slezský institut v Katovicích (1934–1939, 1945–1949).
Institut vydává monografie, sborníky, slovníky a časopis Studia Śląskie.